# Mionochroma
Mionochroma è un genere di coleotteri appartenente alla famiglia Cerambycidae.

## Tassonomia
- Mionochroma aterrimum (Gounelle, 1911)
- Mionochroma aureotinctum (Bates, 1870)
- Mionochroma carmen Napp & Martins, 2009
- Mionochroma chloe (Gounelle, 1911)
- Mionochroma decipiens (Schmidt, 1924)
- Mionochroma electrinum (Gounelle, 1911)
- Mionochroma elegans (Olivier, 1790)
- Mionochroma equestre (Gounelle, 1911)
- Mionochroma flachi (Schwarzer, 1923)
- Mionochroma novella (Bates, 1885)
- Mionochroma ocreatum (Bates, 1870)
- Mionochroma pseudovittatum (Schwarzer, 1923)
- Mionochroma rufescens (Gahan, 1895)
- Mionochroma rufitarse (Schwarzer, 1929)
- Mionochroma spinosissimum (Schmidt, 1924)
- Mionochroma subaurosum (Zajciw, 1966)
- Mionochroma subnitescens (Gounelle, 1911)
- Mionochroma vittatum (Fabricius, 1775)
- Mionochroma wilkei (Schmidt, 1924)